# Persicaria mitis
Persicaria mitis là một loài thực vật có hoa trong họ Rau răm. Loài này được (Schrank) Holub miêu tả khoa học đầu tiên năm 1973.